# Pierpaolo Cristofori
Pour les articles homonymes, voir Cristofori.
Pierpaolo Cristofori (né le 4 janvier 1956 à Rome) est un pentathlonien italien. Il participe aux Jeux olympiques d'été de 1984 et remporte la médaille d'or dans la compétition par équipes.

## Palmarès

### Jeux olympiques
- Jeux olympiques de 1984 à Los Angeles,  États-Unis
  -  Médaille d'or dans l'épreuve par équipe[1].